# Полтевы
Полтевы — дворянский род польского происхождения.
При подаче документов для внесения рода в Бархатную книгу, были предоставлены две родословные росписи Полтевых: Семёном (06 апреля 1686) и Юрием (25 января 1687).
Род Полтевых внесён во II и III части родословных книг губерний: Калужской, Московской и Тверской.

## Происхождение и история рода
По сказаниям древних родословцев, потомство польского шляхтича Якуба Александровича Полтева, выехавшего из Литвы в Москву при великом князе Василии Васильевиче. Григорий Михайлович был воеводой у смолян, шедших при Шуйском из Смоленска к Москве «для очищенья московского государства», — впоследствии думный дворянин. Сын его, Никита воевода в Касимове (1620).

## Известные представители
- Полтев Андрей Михайлович — воевода в Новгороде-Северском (1613—1614).
- Полтевы: Семён Константинович и Константин Давыдович - медынские городовые дворяне (1627-1629).
- Полтевы: Фёдор Никифорович, Фёдор Иванович, Поликарп Семёнович, Борис Иванович - московские дворяне (1627-1640).
- Полтев Алексей Борисович — московский дворянин (1627-1640), воевода в Вятке (1654—1657)[3].
- Полтевы: Фёдор Андреевич, Лукьян Андреевич, Леонтий Борисович, Даниил и Василий Ивановичи - московские дворяне (1636-1667).
- Полтев Ерофей Борисович - стольник патриарха Филарета (1627-1629), московский дворянин (1636-1668), походный московский дворянин царицы Натальи Кирилловны (1676-1677).
- Полтев Замятня Никитич - патриарший стольник (1627-1629).
- Полтевы: Павел Григорьевич и Осип Афанасьевич - патриаршие стольники (1629), московские дворяне (1636-1658).
- Полтев Иван Иванович - патриарший стольник (1629), московский дворянин (1629-1647).
- Полтевы: Тимофей Матвеевич, Пётр и Анисим Фёдоровичи - стряпчие (1652-1676).
- Полтевы: Юрий Поликарпович, Семён Васильевич, Савва Фёдорович и Алексей Семёнович - московские дворяне (1658-1677).
- Полтев Маккавей Леонтьевич - стольник (1658-1668), московский дворянин (1671-1677).
- Полтев Григорий Семёнович - московский дворянин (1667-1668).
- Полтев Василий Фёдорович — стольник царицы Натальи Кирилловны (1671-1676), стольник (1677-1686)[4].
- Полтев Данило Иванович — воевода[5].
- Полтев Лукьян Андреевич — воевода[6].
- Полтев Поликарп Семёнович — воевода[7].
- Полтев Семён Ерофеевич — стряпчий (1658), стольник (1668-1676), стряпчий с ключом (1683-1686), окольничий царевны Софьи Алексеевны (1689), думный дворянин (1689) (ум. 06.06.1689)[8].
- Полтев Семён Фёдорович - московский дворянин (1640-1658), думный дворянин (1668-1676)[9].
- Полтев Фёдор Алексеевич (умер в 1679 г.) - патриарший стольник (1629), стряпчий (1629-1640), стряпчий с ключом (1658-1668), постельничий царя Алексея Михайловича (1676), думный дворянин царя Фёдора III Алексеевича (1676)[10].
- Полтев Фёдор Никифорович — воевода, (1613) — дворянин, выборный от г. Серпейска, подписался в грамоте об избрании на царство Михаила Фёдоровича[11].
- Полтев Антон Эдуардович (род. Ворошиловоград, Луганск) - предприниматель и инвестор (1990)
- Полтев Яков Иванович - стольник царицы Прасковьи Фёдоровны (1686-1692).
- Полтевы: Лаврентий Осипович, Иван Поликарпович, Аббакум  Никифорович - стряпчие (1676-1692).
- Полтевы: Никита Никифорович, Даниил Васильевич, Дмитрий и Андрей Ивановичи - московские дворяне (1676-1692).
- Полтевы: Степан Осипович, Никита Андреевич, Роман, Пётр и Михаил Ивановичи, Семён и Иван Тимофеевичи, Яков и Иван Фёдоровичи, Иван Михайлович, Иван Васильевич - стольники (1680-1692)[12].